# ジ・ヒョソク
ジ・ヒョソク（1999年3月15日 - ）は、韓国出身のプロアイスホッケー選手。ポジションはディフェンス。アジアリーグアイスホッケーのHLアニャンに所属。

## 経歴
景福高等学校から延世大学へ進学。
2022-2023シーズンにHLアニャンへ入団。
2023-2024シーズンはチームが2シーズン連続となる8度目の優勝を果たし、ジも優勝を経験することになった。